# Tschimtarga
Der Tschimtarga (russisch Чимтарга) ist der höchste Berg der Serafschankette, einem Teilgebirge im äußersten Südwesten des Tian-Shan-Gebirgssystems in Zentralasien.
Der Berg hat eine Höhe von 5489 m. Er befindet sich im westlichen Teil der Serafschankette im Distrikt Aini in der Provinz Sughd – 36 km südwestlich von dessen Hauptort Aini. Der Tschimtarga liegt an der Wasserscheide der beiden linken Serafschan-Zuflüsse Kshtut im Westen und Pasrut im Osten.
Nördlich des Tschimtarga liegen die Kulikalon-Seen.

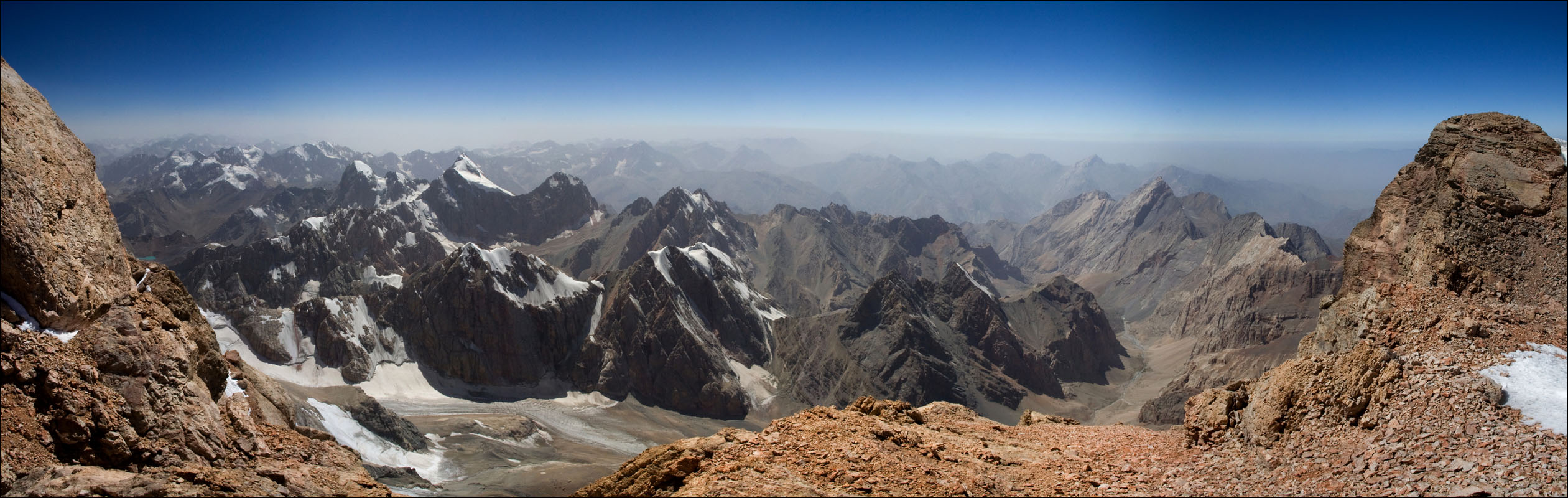
Blick vom Gipfel des Tschimtarga nach Westen
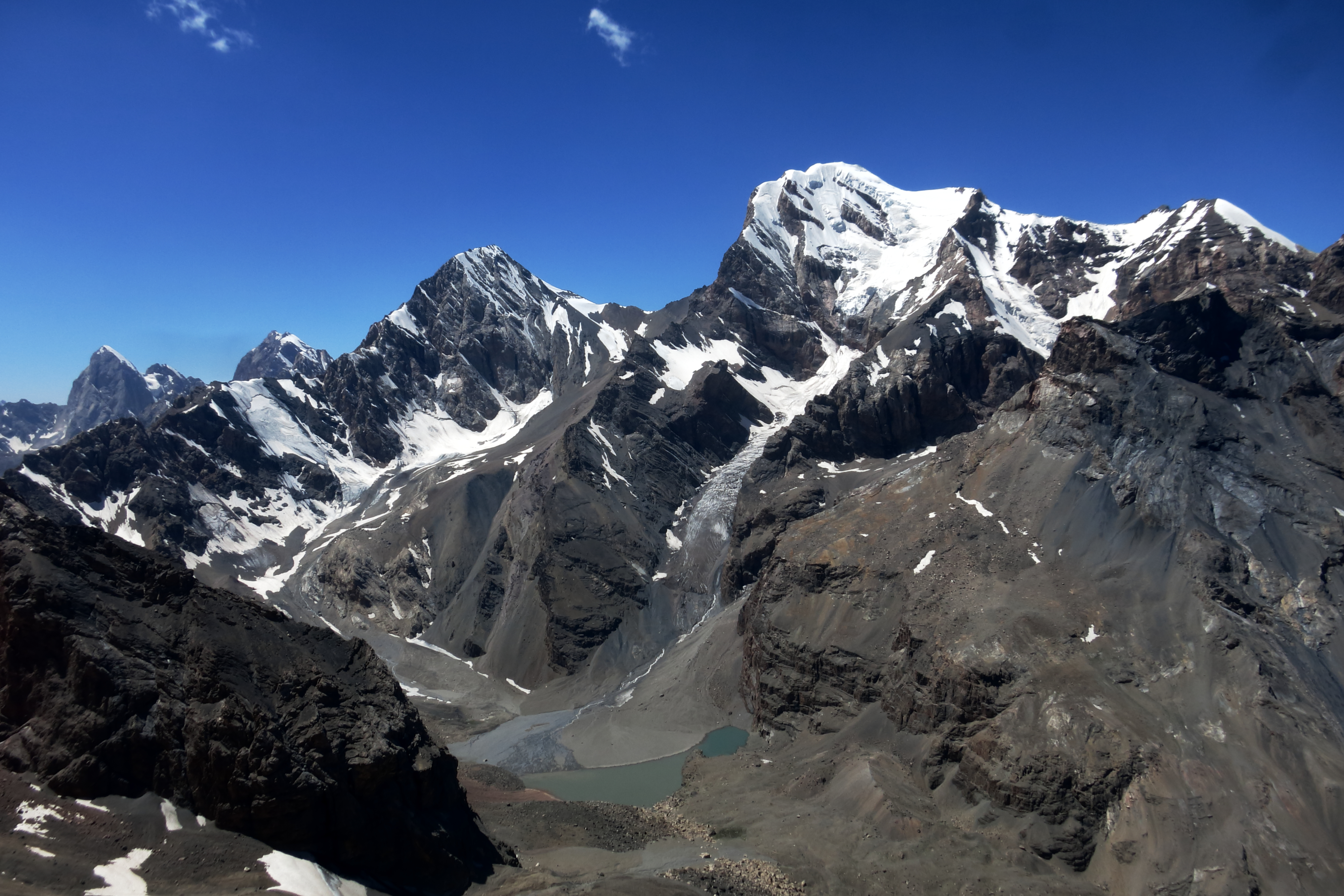
Blick auf Tschimtarga (rechts) und Energia (links) von Osten

## Karten
- Sowjetische Generalstabskarte (1:100.000)